# Невежина, Елена Александровна
Елена Александровна Невежина (род. 7 октября 1969 года, Москва) — российский театральный режиссёр и педагог.

## Биография
Елена Невежина родилась 7 октября 1969 в Москве в семье летчика гражданской авиации и врача.

Она окончила Московский государственный университет (исторический факультет) в 1992 году и Государственный институт театрального искусства (мастерская П. Н. Фоменко) в 1998 году. Дебютировала дипломным спектаклем «Холодно и горячо, или Идея господина Дома» Ф. Кроммелинка.
- С 2000 по 2004 год преподавала в Школе-студии МХАТ (мастерская Е. Б. Каменьковича),
- с 2006 года преподаёт в РАТИ на режиссерском факультете (мастерская Е. Каменьковича, Д. Крымова).

## Постановки
- Московский театр «Сатирикон» им. А. Райкина:
  -  «Жак и его господин» М. Кундеры:
    - номинант Национальной театральной премии «Золотая Маска»,
    - лауреат премии Фонда К. С. Станиславского «Московская премьера»,
    - 1998 — лауреат премии Фонда О. Табакова),

  - 2000 — «Слуги и снег» А. Мердок,
  - 2000 — «Контрабас» П. Зюскинда;
- Рижский театр русской драмы:
  - «Художники» Т. Стоппарда,
  - 1999 — «Любовью не шутят» А. де Мюссе;
- Московский театр им. Вл. Маяковского:
  -  1999 — «Загадочные вариации» Э.-Э. Шмитта;
- Омский драматический театр:
  - 1999 — «Любовь как милитаризм» П. Гладилина;
- Московский театр п/р О. Табакова:
  - 2000 — «Сто йен за услугу» Б. Минору;
  - 2003 — «Бегъ» М. Булгакова;
- Московский театр «Et-Cetera» п/р А. Калягина:
  - 2004 — «Парижский романс»;
- Нижегородский театр «Комедія»:
  - 2004 — «Губы Мика Джаггера» Д. Новаковского;
- Московский художественный театр им. А. Чехова:
  - 2002 — «Преступление и наказание» по Ф. Достоевскому,
  - 2003 — «Гримерная» К. Симидзу,
  - 2005 — «Художник, спускающийся по лестнице» Т. Стоппарда,
  - 2009 — «Дыхание жизни» Д. Хэйра;
- Московский центр современной драматургии А. Казанцева и М. Рощина:
  - 2008 — «Трусы» П. Пряжко.
- Новосибирский академический молодёжный театр «Глобус»:
  - 2004 — спектакли «Белая овца» Д. Хармса,
  - 2006 — «Mutter» В. Дурненкова,
  - 2011 — «Дни Турбиных» М. Булгакова.

- Саратовский академический театр юного зрителя им. Юрия Петровича Киселёва:
  - 2021 - «Горка» А. Житковского.

- Пермский академический Театр-Театр:
  - 2023 - «Гостиница центральная».